# 옷로비 사건
옷로비 사건은 1999년, 당시 외화밀반출 혐의를 받고 있던 신동아그룹 최순영 회장의 부인 이형자가 남편의 구명을 위해 고위층 인사의 부인들에게 고가의 옷로비를 한 사건을 말한다. 이 사건의 조사를 위해 대한민국사상 처음으로 특별검사제도가 도입됐다. 최병모 변호사가 옷로비사건을 조사하기 위한 특별검사로 임명되었다.

## 사건 관련자 명단
- 이형자 - 신동아그룹 최순영 회장의 아내. 구속 직전의 남편을 위해 연정희에게 거액의 옷 상납을 시도한 혐의.
- 연정희 - 김태정 법무부 장관의 아내. 1380만 원짜리 호피무늬 반코트를 공짜로 얻으려는 혐의.
- 배정숙 - 강인덕 전 통일부 장관의 아내. 이형자에게 옷 값 대납을 요구하는 등 로비의 징검다리 역할을 한 혐의.
- 김태정 - 전 검찰총장. 옷로비 의혹 당시 법무부 장관. 배우자가 옷로비 사건에 연루되어 취임 15일 만에 사임.
- 최순영 - 신동아그룹의 회장. 옷로비 사건의 계기가 된 외화밀반출 사건의 당사자.
- 정일순 - 라스포사 사장. 상류층의 허영심을 적절히 이용하는 놀라운 상술 구사.
- 김봉남 (앙드레 김) - 패션 디자이너. 연정희와 배정숙에게 옷을 판 인물.
- 박시언 - 전 신동아그룹 부회장, 신동아그룹의 로비스트 역할 수행하며 김태정 장관으로부터 내사보고서를 입수, 그룹 비서실에 전달함

## 사건 전개

### 사건 개요
옷로비 사건이 최초로 공개된 것은 1999년 5월 24일 외화 밀반출 혐의를 받고 있는 신동아그룹 최순영 회장의 아내 이형자가 김태정 검찰총장의 아내 연정희에게 고급 옷을 선물했다는 기사가 나오면서 촉발되었다. 결국 그 사실을 언론에 밝힌 인물이 이형자라는 사실이 알려지고, 이형자는 이 경위서에서 당시 검찰총장 부인 등이 고가의 옷을 사면서 자신에게 옷 값을 대신 지불하도록 압력을 가했으나 이를 거부했다고 폭로했다. 언론 보도가 있은 사흘 후인 1999년 5월 28일 연정희가 이형자를 명예훼손 혐의로 서울지검에 고소하였다. 결국 1999년 6월 2일 검찰은 수사를 발표하게 되었다.

### 옷로비 사건 비롯 4대 의혹 사건 관련 다툼 일지
- 1999년 6월 11일 한나라당과 자유민주연합은 검찰이 축소.은폐한 의혹이 있는 "파업유도" 사건을 비롯해 "옷 로비" "3.30재보선 50억 원 사용설" "고관집 절도사건" 4대 의혹사건 국정조사와 특별검사제 도입을 거듭 요구했다.
- 1999년 6월 13일 여야가 합의를 위한 협상에 돌입하게 되지만 결렬되고 국회가 파행된다. 한나라당은 특검을 실시 하라며 공세의 수위를 높여갔지만 새정치국민회의는 안 된다는 입장을 되풀이하고 있다.
- 1999년 6월 16일 국민회의가 "파업유도" 의혹에 대해 한시적으로 특검제를 수용하겠다고 밝혔지만 한나라당은 4대 의혹 모두를 특검하라며 받아들일 수 없다는 입장을 고수했다.
- 1999년 6월 22일 한나라당 이회창 총재, 2~3년 한시적 특검제를 제안하고 특검제를 한시적으로 운용하더라도 검찰의 파업유도 의혹과 옷로비 의혹은 반드시 국정조사를 해야 한다고 강조했다.
- 1999년 7월 4일 특검제 대상 등 핵심 사안 절충 실패하였지만 국민의회는 대야 협상카드로 "옷 로비"의혹에도 특검제를 수용한다는 마지노 노선을 깔고 있다.
- 1999년 7월 15일 국민회의는 "파업유도" 및 "옷로비"의혹에 대한 한정적인 특검제와 파업유도의혹에 대한 국정조사를 제시했지만, 야당측은 대선자금을 여야 모두 조사해야 하며 한시적 특검제 도입과 2개 사건에 대한 국정조사등 종전의 주장을 되풀이했다.
- 1999년 7월 29일 특검법에 관한 국민회의, 자민련-한나라당의 협상이 계속되고 있지만 서로의 견해차만 확인한 채 뚜렷한 결론을 내지 못했다. 국민회의와 자민련은 옷로비 의혹사건과 관련, 최순영 신동아 회장의 아내인 이형자가 전통일부장관의 부인을 통해 전검찰총장의 아내에게 의류를 제공했다는 의혹에 한정해서만 특검제를 도입하자고 주장했지만 한나라당은 이 부분 뿐만 아니라 이형자가 다른 고위층 아내에게 고급 옷과 그림 등의 뇌물을 제공했다는 혐의가 있는 만큼 이에 대해서도 특별검사의 수사 대상에 포함시켜야 한다고 맞섰다.
- 1999년 8월 26일 국회 법사위의 옷로비 사건에 대한 청문회가 진상 규명에 별다른 성과를 내지 못했다는 비판 여론이 높아짐에 따라 여야는 26일 특검제 조기 도입을 통해 재수사하는 방향으로 가닥을 잡아가고 있다
- 1999년 9월 7일 3당 총무들은 이날 여야간 쟁점이 됐던 특별검사법안은 법사위 3당간사회담에서 의견을 조율한 뒤 늦어도 20일까지 본회의를 통과시키기로 합의했다. 여야간 이견이 남아있는 부분은 특별검사의 수사범위 수사기간 특별수사관수 등이다. 한나라당은 특별검사가 "옷로비"와 "파업유도"와 관련된 범죄까지 수사해야 한다는 종전의 입장을 고수하고 수사기간과 특별수사관수를 각각 60일(30+30일)과 15명으로 늘려야 한다는 새로운 안을 제시했다. 국민회의와 자민련은 수사대상을 "옷로비"와 "파업유도"의혹에만 국한시키고수사기간은 50일(30+20일)로 하며 특별검사가 임용할 수 있는 특별수사관수는7~8명으로 해야 한다는 입장을 재확인했다.
- 1999년 9월 15일 여야는 15일 3당 총무회담을 열어 특별검사의 수사기간을 준비기간 10일, 본조사 30일, 추가조사 30일 등 70일로 하는 등 특별검사제 법안 주요내용에 대해 합의했다.

### 옷로비 사건 청문회
1999년 8월 23일 옷로비 사건에 대해 청문회가 열렸지만 청문회는 처음부터 사건 증인들의 연이은 거짓말과 질의 의원들의 준비부족으로 의혹만 커졌다.

#### 첫째날
배정숙은 옷값 대납을 요구한 적이 없는데 검찰이 자기만 죄인으로 몰아붙였다고 억울함을 주장했다. 옷값을 놓고 이형자와 다투었다는 대목에 이르러서는 삼자 대면을 요구했다. 라스포사 종업원이 호피코트를 연정희의 트렁크에 넣는 장면을 봤냐는 질문에 대해서는 전혀 보지 못했다고 주장했다. 배정숙은 검찰이 자신을 속죄양으로 만들었다며 강한 불만을 터트렸다. 그러나 라스포사 사장 정일순의 호피무늬 코트가 로비와 연관된 것에 대해서는 일부 시인하는 답변을 하기도 했다. 그러나 정작 여야 의원들이 새롭게 얻어낸 것은 별로 없었다.
그러나 이런 배씨의 주장에 대해 검찰은 위증이라고 하였다. 정일순의 호프무늬 코트가 로비와 관계가 없다는 것이다. 옷이 배달된 시점은 작년 12월 26일이었는데 그보다 닷새 전에 이미 이형자가 옷값을 못 내겠다고 라스포사 사장에게 통보했다는 게 그 근거였다. 그러나 배정숙은 검찰의 발표를 근본적으로 뒤집었다. 연정희와 라스포 사에서 옷을 입어본 시점은 검찰 발표와는 달리 작년 12월 19일이 틀림없다고 증언했다. 옷을 돌려준 날짜도 검찰은 지난 1월 5일이라고 밝혔지만 배정숙은 1월 7일인 것으로 안다고 말했다. 배정숙의 증언을 종합하면, 연정희가 코트를 보관했던 기간은 당초 알려진 열흘이 아니라 19일까지 늘어난다. 이에 대해 검찰은 배정숙이 옷 로비 사건의 주역이기 때문에 자신의 혐의를 벗기 위해 청문회에서도 계속 거짓 주장을 하고 있다고 반박했다.
검찰은 또 작년 12월 18일 배정숙이 신동아 그룹 최순영 회장의 아내 이형자와 옷값 대납 문제로 심하게 말다툼을 벌인 사실이 확인됐는데도 배정숙이 이같은 기초 사실조차 부인하고 있는 점으로 볼 때 배 씨의 증언 내용에 신빙성이 더욱 떨어진다고 주장했다.

#### 둘째날
김태정 전 법무장관의 아내 연정희는 옷 로비를 유도한 적도 없고, 로비를 받은 적도 없다고 주장했다. 호피무늬 밍크코트를 입어 본 날짜는 지난해 12월 19일이었다고, 당초의 주장을 번복했지만 코트가 트렁크에 실려온 날은 1주일 뒤인 26일이었다면서 검찰에서의 주장을 되풀이했다. 코트가 실려온 것을 뒤늦게 알고 올해 1월 5일 돌려줬다는 해명도 되풀이했다. 조사 때마다 진술이 달라진 점에 대해서 날짜를 착각했기 때문이라고 말했다. 연정희는 결백을 주장할 때마다 자신이 기독교인이라는 점을 강조했다. 연정희는 또 검소하고 조심하는 생활을 해왔다고 항변하다가 물의를 일으킨 것 자체가 문제 아니냐는 추궁에 깊이 반성한다면서 흐느꼈다.
그러나 이 증언들은 배정숙의 주장과는 정반대였다. 여야 의원들은 누구 말이 맞는지, 이걸 확인할 만한 어떠한 증거나 정황도 내놓지 못했다. 배정숙은 라스포 사에서 연정희과 옷을 입어본 시점이 검찰 발표와는 달리 작년 12월 19일이었다고 어제 증언했다. 그러나 연정희는 19일에는 옷을 한 벌도 사지 않았고, 26일에 옷이 배달됐다고 거듭 밝혔다. 옷을 돌려준 날짜도 배정숙은 지난 1월 7일이라고 했지만 연정희는 1월 5일이 맞다며 증거도 있다고 반박했다. 최순영 신동아 회장 수사에 대한 언급도 배 씨와 정반대였다. 배정숙은 구속 가능성을 직접 이야기 했다고 했지만, 연정희는 그런 말을 한 적도 없다고 했다.
기도원에 갔을 때도 호피무늬 코트를 입지 않고 걸쳤을 뿐이라며 배씨의 증언과 차이를 보였다. 이에 대해 연정희는, 배정숙에 대해 괘씸스런 생각도 들었지만 진실을 알고 싶어서 마지못해 병원에 갔었다고 증언했다. 두 사람의 증언에 공통점은 성경에 손을 얹고 맹세할 수 있다고 진실을 주장한 점이 유일했다.

#### 셋째날
옷 로비 의혹 사건에 대한 국회청문회는 이 날 핵심증인 4명을 나란히 앉혀놓고 대질신문까지 했지만 쳇바퀴 돌듯 서로 엇갈리는 증언만 반복됐다. 옷값을 대신 내라는 요구가 있었느냐는 부분에서는 이형자는 있었다고 증언했지만 배정숙은 없다고 하였다. 최순영 회장의 구속 사실을 연정희가 흘렸다는 대목에서도 어제와 마찬가지로 공방이 오고 갔다. 특히, 배정숙이 라스포사에 장관 부인들을 데려올 테니 좋은 옷을 준비하라고 했다는 부분도 역시 정일순은 있었다, 배정숙은 없었다고 못박았다. 정일순이 자신에게 전화해 옷값을 요구했다고 이형자가 주장하자 정일순은 거짓말이라고 외쳤다. 정일순은 그러면서, 이형자 자매가 최 회장 수사에 대한 보복으로 검찰총장 아내가 모함한 것 같다고 주장했다. 문제의 호피코트가 배달된 시점에 대해서는 연정희와 정일순의 증언이 일치했다. 사흘간에 걸친 청문회 끝에 한꺼번에 불려 나온 네 명의 여자는 얼굴을 마주한 채 서로가 거짓말을 하고 있다고 주장할 뿐이었다.
결국 알아낸 것은 증인선서때 밝혀진 '앙드레 김의 본명' 뿐이라는 우스갯 소리도 낳았다.

### 수사발표
- 1999년 8월 서울지검 실패한로비
- 1999년 11월 특검 포기한 로비
- 1999년 12월 대검 이형자 자작극
- 2000년 11월 법원[위증사건] 로비 있었다.
- 2001년 11월 법원[문건유출] 로비 없었다.

### 옷로비 사건 과정
- 1994년 10월 연정희와 배정숙이 할렐루야 교회에서 첫 대면.
- 1997년 5월 8일 김태정 검찰총장 취임 당시 연정희는 수요봉사회 멤버로 활동.
- 1998년 3월 3일 강인덕 통일부 장관 취임. 강 전장관 아내 배정숙 수요봉사회 멤버로 활동.
- 1998년 4월 검찰， 최 회장 외화 밀반출 혐의 내사 착수.
- 1998년 9월 연정희, 이형자 이화여고 바자회에서 만남. 이형자가 "그림이 마음에 드는게 있느냐"고 묻자 연정희가 "괜찮다"고 대답.
- 1998년 10월 연정희, 배정숙 이대바자회 참석후 라스포사에 들림.
- 1998년 12월 9일 ~ 12월 12일 연정희, 라스포사에서 50만원짜리 투피스와 20만원짜리 원피스 구입. 연정희는 당시 손윗동서가 선물한 100만원짜리 쿠폰 사용. 연정희，앙드레 김 의상실에서 80만원짜리 투피스와 40만 원짜리 블라우스 구입하고 수표로 지불.
- 1998년 12월 16일~12월 18일 배정숙, 앙드레 김에서 연정희에게 30만원짜리 블라우스 선물．연정희 등, 앙드레 김 의상실 등에서 2천400만원 어치 의류 구입 의혹. 이형자, 배정숙으로부터 옷값 대납요구 받음.
- 1998년 12월 28일 연정희과 배정숙 등 5명 라스포사에 들림. 연정희, 40만원짜리 재킷과 10만원짜리 스카프 구입. 라스포사 사장 정일순 연정희 차 트렁크에 700만 원짜리 호피반코트를 넣어 둠.
- 1998년 12월 연정희, 나나부티크에서 250만 원 상당 코트 구입 의혹.
- 1999년 1월 4일 연정희, 포천기도원에 가면서 코트를 가져감.
- 1999년 1월 5일 연정희, 라스포사에 코트 반납.
- 1999년 1월 15일 사직동팀, 옷로비 의혹 내사 시작.
- 1999년 1월 18일 배정숙, 진술서 작성.
- 1999년 2월 12일 최회장 구속.
- 1999년 5월 24일 옷로비 의혹 사건 표면화.
- 1999년 5월 26일 청와대，옷로비 의혹 관련 해명．
- 1999년 5월 28일 배정숙，이형자를 명예훼손 혐의로 서울지검에 고소. 검찰，수사 착수.
- 1999년 6월 2일 검찰, 수사 발표.